# Чужа рідня
«Чужа рідня» (рос. «Чужая родня») — російський радянський повнометражний чорно-білий художній фільм, поставлений на Кіностудії «Ленфільм» в 1955 році режисером Михайлом Швейцером за мотивами повісті В. Ф. Тендрякова «Ні ко двору».

## Зміст
Федір був видним нареченим у селищі, працював механізатором і радів життю. Та після того, як переїхав у будинок батьків дружини, він втратив спокій. У батьків свої погляди на життя, які вони намагалися перенести на молодих. Те, що вони стали лізти у стосунки новоспеченого подружжя, змусило Федора піти з їхнього будинку.

## Ролі
- Микола Рибников — Федір Гаврилович Соловейко
- Нонна Мордюкова — Стеша Ряшкина
- Микола Сергієв — Силантій Петрович Ряшкін
- Олександра Денисова — Алевтина Ряшкіна
- Олена Максимова — Варвара Степанівна
- Степан Крилов — Мирон
- Любов Малиновська — Пелагея, дружина Мирона
- Майя Забуліс — Тося
- Леонід Кміт — Федот
- Володимир Гуляєв — Суботін
- Юрій Соловйов — Петро Чижов
- Геннадій Юхтін — Вася гармоніст
- Олена Вольська — Глазичева

В епізодах:
- Леонід Биков — Лев Захарович, вчитель
- Алевтина Румянцева — Катя
- Валеріан Виноградов — член комітету ВЛКСМ
- Людмила Голубєва — Марія
- Андрій Кострічкин — дідок на весіллі
- П. Кашталян — епізод
- У титрах не вказані:
- Римма Бикова — Машенька, друкарка
- Георгий Жжёнов — гість на весіллі
- Ігор Щепетнев — начальник МТС

## Знімальна група
- Автор сценарію - Володимир Тендряков
- Режисер-постановник — Михайло Швейцер
- Режисер - Лев Махтін
- Асистент режисера - Софія Милькіна
- Оператор - В'ячеслав Фастович
- Асистент оператора - Йонас Грицюс
- Художник - Микола Суворов
- Композитор - Андрій Пащенко
- Звукооператор - Лев Вальтер
- Художник-декоратор - М. Іванов
- Художник по костюмах - Борис Бурмістров
- Художник-гример - Є. Борейко
- Монтажер - Н. Миколаєва
- Редактор - Леонід Жежеленко
- Оркестр Ленінградської державної філармонії
  - Диригент - Микола Рабинович
- Директор картини - Петро Нікашин